# Lista de prêmios e indicações recebidos por Nick Jonas
A lista dos prêmios e indicações recebidos por Nick Jonas, ator e cantor norte-americano, consiste em um total de 19 indicações e destes, 6 prêmios ganhos. Alguns destaques são 1 indicação ao MTV Video Music Awards de 2015 e o Prêmio Acuvue de Inspiração, ganho em 2013 no Teen Choice Awards.

## American Music Awards
O American Music Awards é uma premiação anual e uma das maiores dos Estados Unidos. É transmitido pelo canal ABC desde 1973. Nick recebeu sua primeira indicação em 2015.
| Ano  | Nomeação   | Categoria                  | Resultado | Ref   |
| ---- | ---------- | -------------------------- | --------- | ----- |
| 2015 | Nick Jonas | Cantor Favorito - Pop/Rock | Indicado  | [ 1 ] |

## FOX Awards

### Teen Choice Awards
O Teen Choice Awards é uma premiação que tem como foco principal os adolescentes, apresentado anualmente pela emissora norte-americana FOX desde 1999. Nick já foi indicado ao prêmio 5 vezes, sendo 1 vez com seus irmãos pela banda Jonas Brothers, 2 com seu antigo projeto Nick Jonas and the Administration e 2 solos, ganhando um prêmio.
| Ano  | Nomeação                          | Categoria                   | Resultado | Ref   |
| ---- | --------------------------------- | --------------------------- | --------- | ----- |
| 2009 | JONAS                             | Melhor Ator de Comédia      | Venceu    | [ 2 ] |
| 2010 | Nick Jonas and the Administration | Artista Revelação Masculino | Indicado  | [ 3 ] |
| 2010 | Stay                              | Melhor Canção de Amor       | Indicado  | [ 3 ] |
| 2013 | Nick Jonas                        | Prêmio Acuvue de Inspiração | Venceu    | [ 4 ] |
| 2015 | Nick Jonas                        | Melhor Cantor               | Indicado  | [ 5 ] |
| 2015 | Jealous                           | Melhor Canção Masculina     | Indicado  | [ 5 ] |

### Young Hollywood Awards
O Young Hollywood Awards é uma premiação anual que homenageia as maiores realizações do ano na música, cinema, esporte, televisão, moda e outros. Apresentada pela emissora norte-americana FOX ocorre desde 1999. Nick tem uma indicação e um prêmio.
| Ano  | Nomeação   | Categoria                | Resultado | Ref   |
| ---- | ---------- | ------------------------ | --------- | ----- |
| 2010 | Nick Jonas | Artista do Ano           | Venceu    | [ 6 ] |
| 2014 | Nick Jonas | Coolest Crossover Artist | Venceu    | [ 7 ] |

## MTV Awards

### Los Premios MTV Latinoamérica
Los Premios MTV Latinoamérica é uma versão latina do MTV Video Music Awards. Nick venceu sua única nominação em 2009.
| Ano  | Nomeação   | Categoria                  | Resultado | Ref   |
| ---- | ---------- | -------------------------- | --------- | ----- |
| 2009 | Nick Jonas | Melhor Artista Fashionista | Venceu    | [ 8 ] |

### MTV Europe Music Awards
O MTV Europe Music Awards é uma premiação do continente europeu apresentada pela MTV Europe desde 1994. Nick já recebeu duas indicações.
| Ano  | Nomeação   | Categoria                | Resultado | Ref    |
| ---- | ---------- | ------------------------ | --------- | ------ |
| 2014 | Nick Jonas | Artista em Ascensão      | Indicado  | [ 9 ]  |
| 2015 | Nick Jonas | Melhor Artista Americano | Indicado  | [ 10 ] |

### MTV Video Music Award
O MTV Video Music Award é uma cerimônia anual produzida pelo canal americano MTV e consolidada na categoria de vídeos musicais. Nick recebeu uma nominação.
| Ano  | Nomeação | Categoria              | Resultado | Ref    |
| ---- | -------- | ---------------------- | --------- | ------ |
| 2015 | Chains   | Melhor Vídeo Masculino | Indicado  | [ 11 ] |

## MuchMusic Video Awards
O MuchMusic Video Awards ou MMVA é uma das principais premiações do Canadá, realizado anualmente pelo canal MuchMusic desde 1990. Nick recebeu 1 indicação.
| Ano  | Nomeação | Categoria                    | Resultado | Ref    |
| ---- | -------- | ---------------------------- | --------- | ------ |
| 2015 | Jealous  | Melhor Artista Internacional | Indicado  | [ 12 ] |

## NewNowNext Awards
O NewNowNext-Awards é um prêmio anual norte-americano apresentado pelo canal Logo TV, destinado ao público LGBT, desde 2008. Nick conquistou sua primeira e única nominação em 2014.
| Ano  | Nomeação   | Categoria                     | Resultado | Ref    |
| ---- | ---------- | ----------------------------- | --------- | ------ |
| 2014 | Nick Jonas | Melhor Novo Artista Masculino | Indicado  | [ 13 ] |

## Nickelodeon

### Nickelodeon Kids' Choice Awards
O Nickelodeon Kids' Choice Awards é uma premiação norte-americana anual estabilizada em 1988 pelo canal americano Nickelodeon. Nick recebeu 3 indicações, vencendo 1.
| Ano  | Nomeação   | Categoria                 | Resultado | Ref    |
| ---- | ---------- | ------------------------- | --------- | ------ |
| 2010 | Nick Jonas | Ator de TV Favorito       | Indicado  | [ 14 ] |
| 2011 | Nick Jonas | Ator de TV Favorito       | Indicado  | [ 15 ] |
| 2015 | Nick Jonas | Cantor Masculino Favorito | Venceu    | [ 16 ] |

### Nickelodeon Mexico Kids' Choice Awards
O Nickelodeon Mexico Kids' Choice Awards é uma premiação mexicana anual produzida pelo canal Nickelodeon América Latina.
| Ano  | Nomeação   | Categoria                                   | Resultado | Ref    |
| ---- | ---------- | ------------------------------------------- | --------- | ------ |
| 2010 | Nick Jonas | Personagem Internacional Masculino Favorito | Indicado  | [ 17 ] |

## Radio Disney Music Awards
A Radio Disney Music Awards, RDMA, é uma premiação americana anual realizada pela Radio Disney, desde 2012. Nick já recebeu duas indicações.
| Ano  | Nomeação   | Categoria                | Resultado | Ref    |
| ---- | ---------- | ------------------------ | --------- | ------ |
| 2015 | Nick Jonas | Melhor Artista Masculino | Indicado  | [ 18 ] |
| 2015 | Jealous    | Melhor Canção de Amor    | Indicado  | [ 18 ] |